# Dave Pybus
Dave Pybus (ur. 4 czerwca 1970 w Heckmondwike w West Yorkshire) – brytyjski gitarzysta. Współpracował z takimi grupami jak Cradle of Filth, Anathema czy Darkened. Muzyk gra na gitarach firmy ESP i wzmacniaczach firmy Ampeg.

## Instrumentarium
Gitary
- ESP SURVEYOR-5
- ESP LTD F Series

Wzmacniacze
- Ampeg SVT-CL Amplifier
- Ampeg SVT-810E Cabinets

Struny gitarowe
- Rotosound strings[3]

## Dyskografia
- Impaler - Charnel Deity (1992, Deaf Records, oprawa graficzna)
- My Dying Bride – I Am the Bloody Earth (EP, 1994, Peaceville Records, oprawa graficzna)
- Anathema – Judgement (1999, Music for Nations)
- Anathema - A Fine Day to Exit (2001, Music for Nations)
- Cradle of Filth – Damnation and a Day (2003, Sony Music)
- Cradle of Filth - Nymphetamine (2004, Roadrunner Records)
- Cradle of Filth - Thornography (2006, Roadrunner Records)
- Angtoria – God Has a Plan for Us All (2006, Listenable Records)
- Cradle of Filth - Godspeed on the Devil’s Thunder (2008, Roadrunner Records)
- Sarah Jezebel Deva – A Sign of Sublime (2010, Rising Records)
- Cradle of Filth - Darkly, Darkly, Venus Aversa (2010, Roadrunner Records)